# Sokolivka, Bobrovîțea
Sokolivka (în ucraineană Соколівка) este localitatea de reședință a comunei Sokolivka din raionul Bobrovîțea, regiunea Cernihiv, Ucraina.

## Demografie
Componența lingvistică a localității Sokolivka
     Ucraineană (97,34%)
     Rusă (2,66%)
Conform recensământului din 2001, majoritatea populației localității Sokolivka era vorbitoare de ucraineană (97,34%), existând în minoritate și vorbitori de rusă (2,66%).